# 살모넬라
살모넬라는 장내세균과의 살모넬라속(Salmonella)에 속하는 프로테오박테리아의 일종이다. 막대 모양의 세균으로 직경 약 0.7 ~ 1.5µm, 길이 약 2 ~ 5µm 정도의 크기로 주로 사람이나 동물의 소화관에 서식한다. 살모넬라라는 명칭은 미국의 병리학자 다니엘 엘머 살몬(Daniel Elmer Salmon)의 이름에서 유래되었다.

## 분류학
살모넬라속은 장내세균과의 한 속이다. 그 하위분류는 논란의 여지가 있으나 일반적으로 다음과 같다.
- S. bongori
- S. enterica
  - 아종: S. e. enterica, S. e. salamae, S. e. arizonae, S. e. diarizonae, S. e. houtenae, S. e. indica

지질다당류인 O 항원과 편모 H 항원 두개로 판정되는 2,500개 이상의 항원형이 존재한다. 장티푸스균의 경우 항원형까지 포함하면 Salmonella enterica subsp. enterica serotype Typhimurium의 긴 이름을 가지나 일반적으로 Salmonella Typhimurium로 줄여 부른다. 균주를 이해하는 것은 역학 및 의료적으로 매우 중요하다. 균주는 펄스장겔전기영동법, 다좌위서열분석, 총유전체 서열분석 등의 분자생물학적 방법이나 항생제 특이성을 통해 구분한다. 의료용 목적으로 숙주와 사람에 대한 질병 여부를 통해 침투형(장티푸스성)과 비침투형(비장티푸스성)으로 구분한다.

## 역사
살모넬라균은 1880년 카를 요제프 에베르트가 장티푸스 환자의 파이어판과 비장을 관찰함으로써 처음 기록되었다. 이로부터 4년 후 게오르크 가프키는 살모넬라의 순수배양에 성공한다. 이듬해 시어벌드 스미스는 이후 살모넬라 엔테리카(이전 이름 콜레라수이스)를 발견한다. 당시 스미스는 미국 농무부의 수의학부에서 수의병리학자 다니엘 엘머 살몬의 지도 하에 연구를 수행하고 있었다. 처음에는 이 균이 돼지콜레라(hog colera)의 병원균이므로 돼지콜레라바실루스(Hog-cholerabacillus)라 명명하였다. 이후 살몬 연구팀이 발견한 박테리아들을 살몬의 업적을 기리고자 1900년에 살모넬라(Salmonella)라는 용어가 처음 사용되어 지금까지 그렇게 불리고 있다.:16

## 검출과 배양

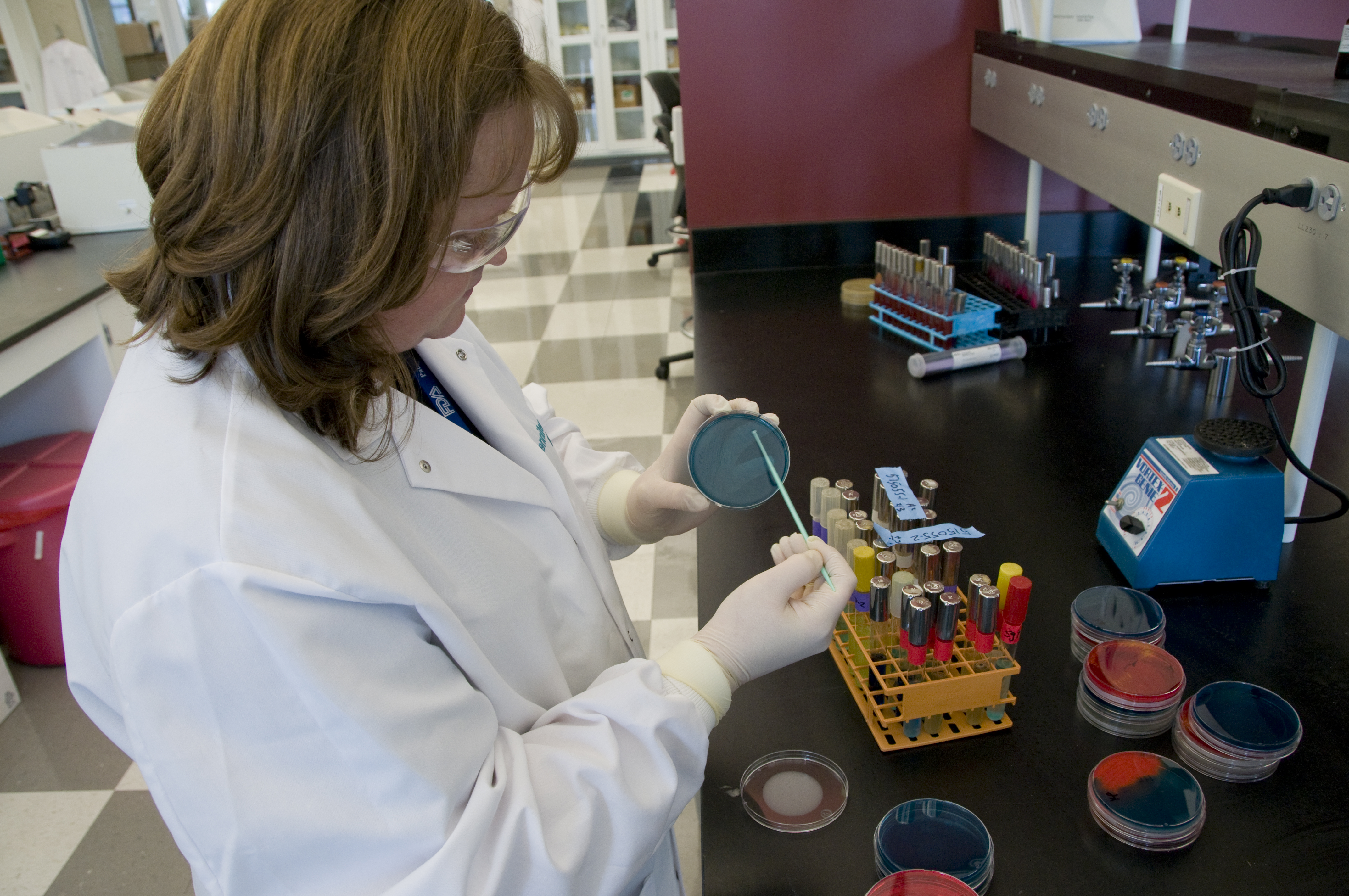
미국 식품의약국의 과학자가 살모넬라를 검출하고있다.

대부분의 살모넬라 아종은 황화 수소를 만들어내는데, 이는 황산제일철을 포함한 배지로 쉽게 감지할 수 있다. 이렇게 분리한 대부분의 살모넬라는 운동력이 있는 단계와 운동력이 없는 두 단계로 나뉜다. 운동성이 없는 단계의 세균은 크라이기 시험관이나 디치판(ditch plate)를 통해 운동성이 있는 단계로 전환할 수 있다. RVS broth 배지로 살모넬라균을 대량으로 번식시킬 수 있다.
살모넬라 DNA에 다중 중합효소연쇄반응이나 실시간 중합효소 연쇄 반응(RT-PCR)을 실시하여 검출할 수도 있다.
닭, 돼지, 토마토, 멜로에서 살모넬라균의 수학적 생장모델도 존재한다. 살모넬라균은 세포분열을 통해 40분마다 무성생식으로 분열한다.:16
대부분의 살모넬라균은 숙주연관 생활사를 가지나, 수주간 오염된 화장실이나 수원에서도 서식하며 이 공간들은 숙주간 전염을 촉진시키는 세균 저수지의 기능을 한다. 건조한 환경에서도 수년 이상 생존할 수 있는 것으로 악명이 높다.
냉동으로는 죽일 수 없지만, 자외선이나 고열은 박테리아를 쉽게 파괴시킨다. 55 °C (131 °F)에서 90분 가열하거나, 60 °C (140 °F)에서 12분 가열하면 대부분 죽는다. 조리시에는 식품의 내부가 75 °C (167 °F)로 달궈질 때까지 가열할 것이 권장된다.
살모넬라종은 사람의 소화관과 파충류 등의 동물들에서 발견된다. 파충류나 양서류의 피부에서 발견되는 살모넬라균은 접촉을 통해 사람에게도 옮길 수 있다. 감염된 사람이나 동물의 배설물에 의해 오염된 음식과 물 역시 세균을 옮길 수 있다.

## 병원성
살모넬라종은 몇 안되는 세포내기생세균이다. 상피세포, M세포, 대식세포, 수지상 세포 등 다양한 종류의 세포를 감염시킨다. 조건혐기성 미생물이기도 하여 산소가 있는 환경에서는 산소를 사용해 ATP를 합성한다. 그러나 산소가 없는 환경에서는 발효를 통해 ATP를 합성할 수 있다.
대부분의 감염은 배설물에 의한 식품의 오염으로 발생한다. 항원형은 장티푸스형과 비장티푸스형의 두 종류로 구분되며, 이중 위장관 질병을 일으키는 비장티푸스형이 더 흔하다. 비장티푸스형 균류는 사람뿐 아니라 다른 동물들도 감염시킬 수 있는 인수공통감염성을 가진다. 장티푸스형 균류는 사람에게만 감염된다.

## 같이 보기
- 식중독
- 설사